# Quentin Richardson
Quentin Richardson (Chicago, Illinois, 13 d'abril de 1980) és un jugador de bàsquet professional estatunidenc que juga amb els Orlando Magic de l'NBA.

## Carrera

### Universitat
Richardson va arribar a la Universitat DePaul després de liderar a Whitney Young al campionat estatal del 1998. A les dues temporades que passà a DePaul, va fer una mitjana de 17,9 punts per partit i 10,2 rebots i es va convertir en l'únic jugador de la història de la universitat en anotar 1000 punts, capturar 500 rebots i convertir 100 triples. Com a freshman (novell), va ser elegit com a millor jugador de la Conference USA i freshman de l'any. Després del seu segon any, Richardson es declarà elegible al Draft de l'NBA.

## NBA
Fou elegit a la 18a posició per Los Angeles Clippers al Draft del 2000. Al Clippers, va mantenir una gran amistat amb Darius Miles, amic de la infància. Abans de signar amb els Phoenix Suns com agent lliure, Richardson passà quatre temporades als Clippers.
La temporada 2004-05 fou la millor de la seva carrera, arribant a les Finals de la Conferència amb els Phoenix Suns i finalitzant les sèries regulars amb un balanç de 62 victòries i 20 derrotes. A més, va batre el rècord de més triples convertits en una temporada en la franquícia NBA, superant els 199 de Dan Majerle i situant el nou rècord en 226. També va guanyar el concurs de triples del 2005.
Del 2005-2010 va jugar amb els New York Knicks i a partir del 2010 juga amb els Orlando Magic.